# جيمس هولاند (سياسي)
جيمس هولاند (بالإنجليزية: James Holland)‏ هو محامي وسياسي أمريكي، ولد في 1754، وتوفي في 19 مايو 1823 في مقاطعة موري في الولايات المتحدة. انتخب عضو مجلس ولاية كارولاينا الشمالية وانتخب عضو مجلس نواب كارولينا الشمالية وانتخب عضو مجلس النواب الأمريكي.